# اینا روس
اینا روس (استونیایی: Inna Rose؛ زادهٔ ۱۰ آوریل ۱۹۵۸) تیرانداز زن اهل استونی است. وی در بازی‌های المپیک تابستانی ۱۹۹۲ شرکت کرده‌است.